# Санторум, Рик
Ричард Джон (Рик) Санторум (англ. Richard John "Rick" Santorum, род. 10 мая 1958) — американский политик, бывший сенатор от Республиканской партии, представлявший штат Пенсильвания и возглавлявший Республиканскую конференцию Сената. В настоящее время — телеведущий, обозреватель канала Fox News.
Взгляды Санторума отличает консерватизм, проявляющийся в полемике о правах сексуальных меньшинств и о войне в Ираке.

## Биография
Второй ребёнок Алдо и Кэтрин Санторум, имеет итальянские корни — его дедушка и бабушка бежали в 1930 году в США из Италии. Его отец, Алдо Санторум, во время Второй мировой войны служил лётчиком, а в мирное время стал клиническим психологом. Его мать работала медицинской сестрой и, как отец, была верующей католичкой.
Рик получил высшее образование в университетах Питтсбурга и Пенсильвании. В 1986 году получил степень доктора юридических наук и вскоре занялся адвокатской практикой.
В политику пришёл в студенческие годы — работал в предвыборном штабе у сенатора Дж. Хайнца и ассистентом у сенатора К. Кормана-младшего. В 1990 году избран членом Палаты представителей Конгресса США от Пенсильвании, победив соперника Д. Уолгерна, который ранее занимал эту должность 7 раз. В Конгрессе вошёл в группу молодых республиканцев, которая занималась борьбой с коррупцией. В 1994 году избран в Сенат, победив действующего сенатора-демократа от Пенсильвании Х. Уоффорда, переизбран в 2000 году.
В 2010 году заявил, что отделение церкви от государства в США привело к "катастрофическим последствиям" для американской нации.
Санторум участвовал в праймериз Республиканской партии, которые должны определить кандидата на президентских выборах 2012 года от данной партии. 10 апреля 2012 года он объявил о своём выходе из борьбы за пост кандидата в президенты США от своей партии.

## Критика
В 2003 году гей-активист Дэн Сэвидж призвал к введению нового определения слову Santorum (фамилия политика), связанного с анальным сексом. В результате активной пропаганды сайт, посвящённый этому, вышел на первые позиции в поисковом запросе «Santorum» в Google. Политик пытался воззвать к интернет-компании, чтобы она убрала результаты поиска, оскорбляющие его, но не преуспел в этом.
В 2012 г. Санторума несколько раз осыпали блёстками активисты.
В марте 2012 года, после заявления Санторума о борьбе с порнографией, порнозвёзды выложили в Интернет видеообращение, призывающее к борьбе против запретов и к проведению «трахательного» флеш-моба (англ. Wank Out-2012) в мае 2012 года. Он был проведён 5 мая.

## Оппоненты на республиканских праймериз 2012 года
- Митт Ромни
- Ньют Гингрич
- Рон Пол

## Семья
Жена — Карен Гарвер, медицинская сестра, получала юридическое образование.

## Сочинения
- Santorum R. A Senator Speaks Out on Life, Freedom and Responsibility. — Washington: DC: Monument Press, 2005. — 226 p.
- Santorum R. Americain Patriots: Answering the Call Freedom. — Tyndale House Publishers, 2012. — 148 p.
- Santorum R. Blue Collar Conservatives. Recommitting and America that Works — Washington: DC: Regnery Publishing, 2014. — 216 p.
- Santorum R. It Takes a Family: Conservatism and Common Good — Wilmington: ISI Books, 2006. — 452 p.